# École de maintien de la paix Alioune Blondin Beye
 (février 2020).
Si vous disposez d'ouvrages ou d'articles de référence ou si vous connaissez des sites web de qualité traitant du thème abordé ici, merci de compléter l'article en donnant les références utiles à sa vérifiabilité et en les liant à la section « Notes et références ».
Pour les articles homonymes, voir EMP.
L'école de maintien de la paix Alioune Blondin Beye de Bamako ou EMP (Mali) est un centre destiné à former les responsables civils et militaires africains aux opérations de soutien à la paix (OSP), du niveau des connaissances fondamentales comme du niveau tactique.

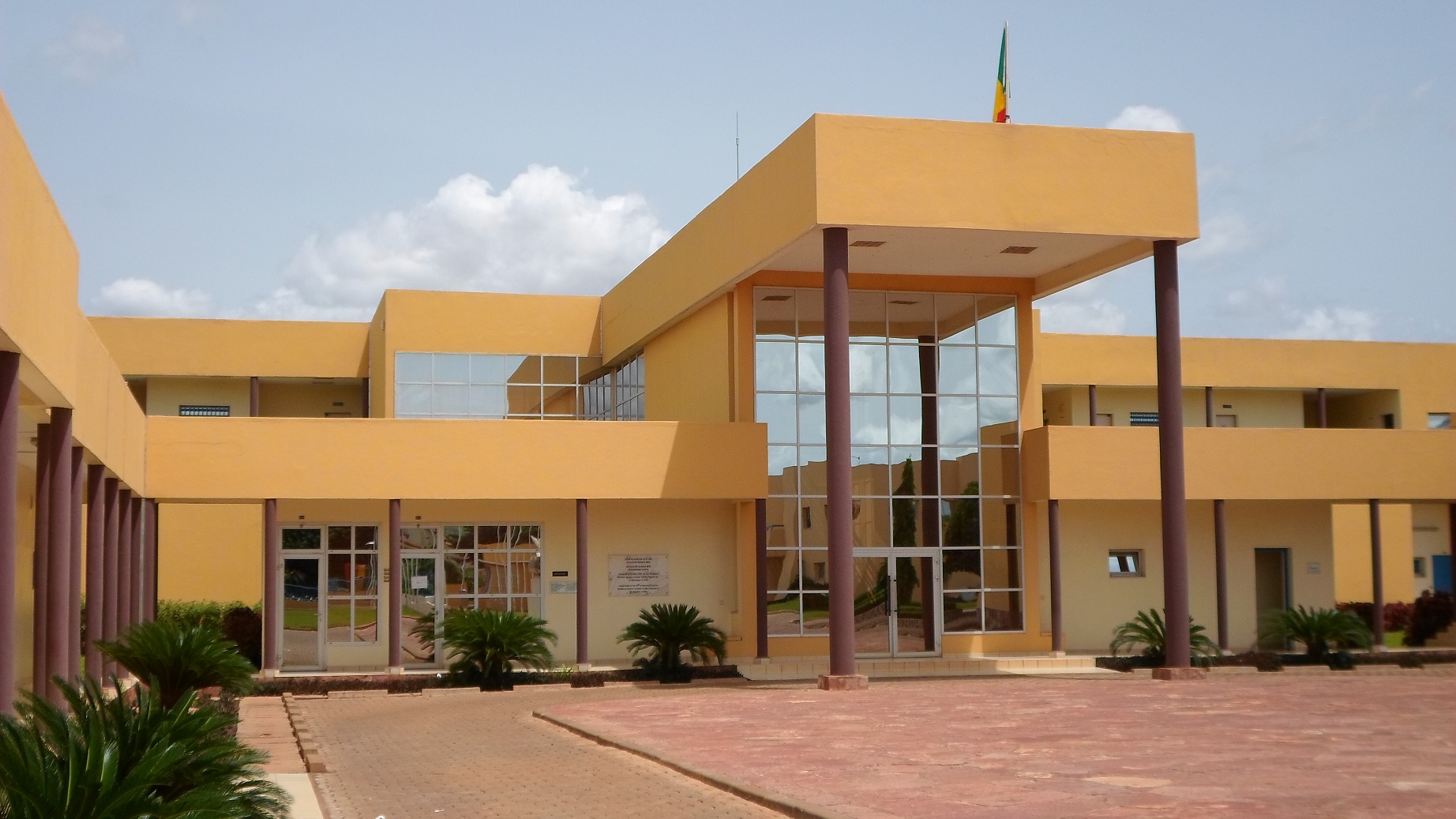
Bâtiment Instruction de l'école

Elle fait partie de deux réseaux principaux. Le premier est celui de la CEDEAO au sein de laquelle trois centres dispensent des formations sur les OSP: le National War College du Nigéria (niveau stratégique), le Centre international Kofi Annan de formation au maintien de la paix au Ghana (niveau opératif) et l'EMP de Bamako (niveau tactique). Le deuxième est celui de l'APSTA (African Peace Support Trainers Association).
Bien qu'étant le seul centre destiné aux OSP en zone francophone, l'enseignement est bilingue (français-anglais) afin de répondre au mieux aux réalités linguistiques du continent et des OSP, multinationales par essence. La totalité des stagiaires provient de l'ensemble des états africains, sur proposition de leur administration, ou sur volontariat après étude du dossier. Les cours sont ouverts aux hommes et aux femmes.

## Historique
Initiée dans le cadre de la coopération militaire française, l'école est née en 1999 d'un partenariat initial entre la Côte d'Ivoire et la France. Elle s'est d'abord installée à Zambakro, au centre du pays. Elle y a formé plus de 600 stagiaires, principalement comme officiers d'état-major de brigade ou de bataillon et comme observateurs militaires. À la suite du conflit interne de ce pays, le partenariat a été interrompu et il s'est recréé immédiatement avec la République du Mali. Après seulement six mois d'interruption d'activité, l'EMP a pu reprendre son instruction au camp de Koulikoro, à 60 km au nord-est de Bamako. Elle a rejoint la capitale malienne en avril 2007, dans des installations modernes construites avec la participation de la communauté internationale (avoisinant les 8 millions d'euros, les participations ont été les suivantes : France 32 %, Mali 23 %, Pays-Bas 13 %, Allemagne 13 %, Canada 9 %, Suisse 4 %, Royaume-Uni 3 %, Danemark 2 %, États-Unis d'Amérique 1 %).

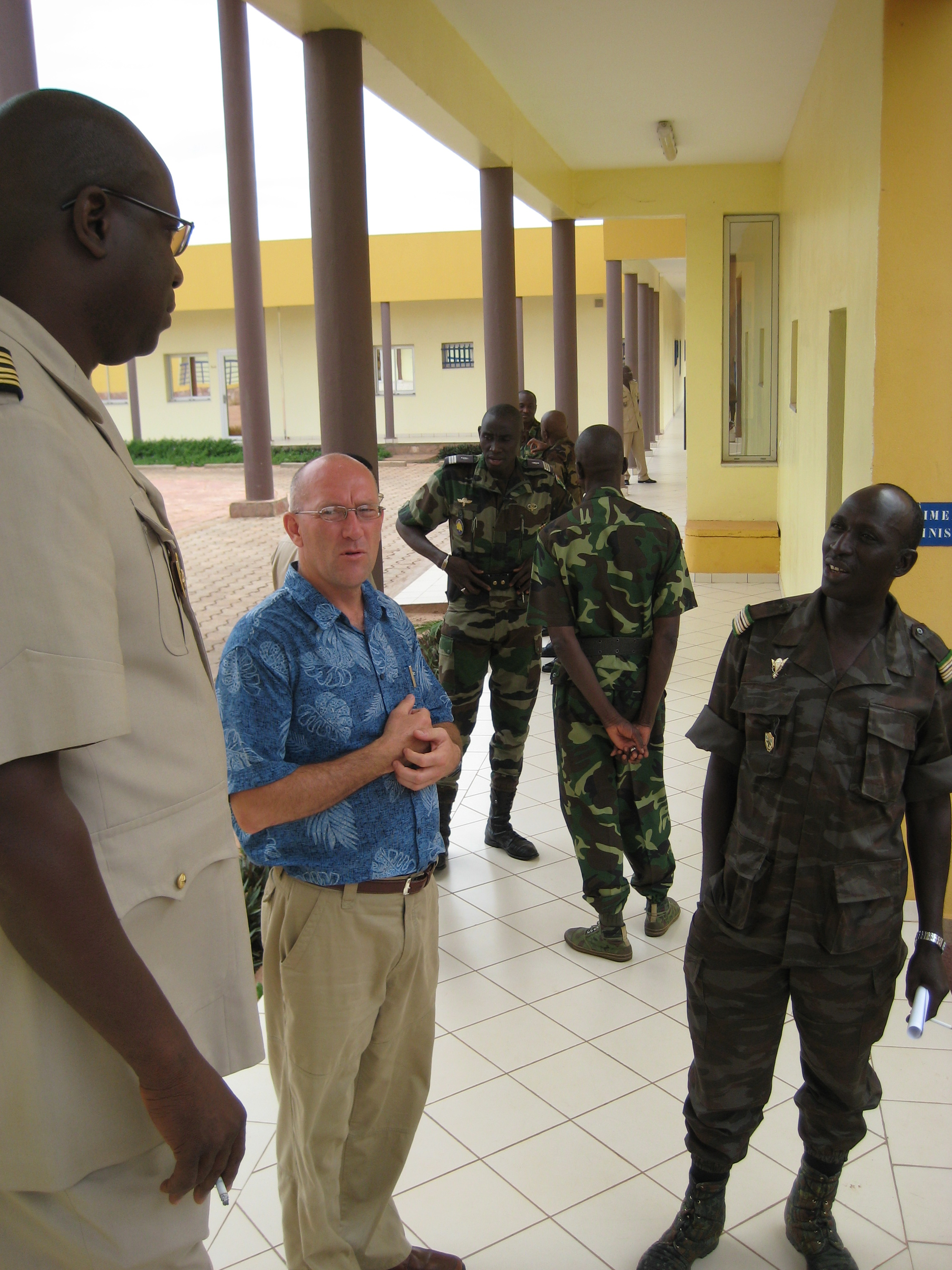
Participants et facilitateurs à un cours de Désarmement, démobilisation et réintégration profitent d'une pause pour échanger. 2007

Changeant de statut lors de son transfert, elle est maintenant une école de droit malien, rattachée au cabinet du ministre de la défense et des anciens combattants du Mali, à financement autonome multinational, sous contrôle d'un conseil d'administration (constitué de représentants des différents pays contributeurs) et dirigée par un général malien. Depuis son installation au Mali, elle a formé (jusqu'au mois de septembre 2013) près de 7300 officiers, policiers et civils africains lors de stages durant généralement de une à quatre semaines. Des partenariats avec, par exemple, les Nations unies ou l'OIF ont permis l'élargissement des cours à des domaines comme celui des Droits de l'Homme, des études de genre ou le Processus de Désarmement, Démobilisation, Réinsertion socio-économique (DDR).
En 2007, l'école a été baptisée à la mémoire de Maître Alioune Blondin Béye, professeur, avocat et homme politique malien. Il a notamment été Ministre de la Jeunesse, des Sports, des Arts et de la Culture puis Ministre des affaires étrangères de la République du Mali. Il fut également membre de la commission africaine des droits de l’Homme.Dans le cadre de la guerre civile qui frappe l’Angola depuis 1975, Maître Alioune Blondin Bèye y est nommé en juin 1993 Représentant Spécial du Secrétaire Général de l’ONU (RSSG). Dans ce pays, il est successivement chef de la Mission de Vérification de l’ONU (UNAVEM II et UNAVEM III) de juin 1993 à juin 1997, puis chef de la Mission d’Observation de l’ONU (MONUA) de juillet 1997 à juin 1998. Malheureusement, il décède dans un accident d’avion, au large de la Côte d’Ivoire, le 26 juin 1998 alors qu'il se trouvait en mission commandée de l’ONU. Source:
Les évènements que le Mali a connus depuis mars 2012 (mutinerie militaire puis invasion du nord du pays) ont fortement perturbé le fonctionnement de l'EMP avec la fin de son financement par la majorité de ses bailleurs internationaux. Après l'opération militaire française SERVAL au début de 2013 dans le nord du Mali et le retour progressif de la démocratie, de nombreux pays ont manifesté leur souhait de renouveler leur soutien à cette institution unique en son genre et qui contribue à l'éducation des responsables africains. L'EMP envisage désormais la création d'un Centre d'Analyse et de Recherche sur l'Espace Sahélo-Saharien entre 2013 et 2018, dans le cadre d'un plan stratégique à 5 ans. Ce futur centre permettra une meilleure connaissance de la bande sahélienne et de ses caractéristiques avec des études initiées directement à la source. Il devrait s'ensuivre une diversification accrue de la qualité des stagiaires avec l'arrivée de chercheurs, thésards et d'étudiants africains provenant d'universités du continent.
Enfin, si l’école reste commandée par un officier général malien et si le conseil d’administration qui détermine son action et son fonctionnement est présidé par le Ministre de la Défense et des Anciens Combattants du Mali, les Ambassadeurs des pays contributeurs, membres de droit de ce conseil d’administration, se montrent particulièrement actifs dans la définition et la validation de la politique générale de l’école.

## Liste des différents commandants de l'école

### Directeurs de l'école maliens
1. 2007- 2012  Général de brigade de Gendarmerie Souleymane Y. Sidibé
2. 2012- 2014 Général de Division Mahamane Touré
3. 2014- 2017 Général de brigade Moussa Sinko Coulibaly
4. 2018 - 2018 Colonel Issa Coulibaly (DG par intérim)
5. 2018 -2019 Général de brigade Cheick Fanta Mady Dembélé[2]
6. 2019 Général de Brigade Mody Berethé

### Directeurs des études français
1. 1999-2001 Lieutenant-colonel Benoît Royal
2. 2001-2002 Lieutenant-colonel Randal Zbienen
3. 2002-2003 Chef de bataillon Loïc Humblot
4. 2003-2005 Lieutenant-colonel Pascal Facon
5. 2005-2007 Lieutenant-colonel Jean Perez
6. 2007-2009 Lieutenant-colonel Philippe Bouillaud
7. 2009-2011 Colonel Rémy Hocquemiller
8. 2011-2013 Colonel André Panya Harivongs
9. 2013- 2016 Colonel Philippe Kleb
10. 2016-  Colonel François Calvez

(Depuis avril 2007, les directeurs des études assurent également la fonction d'adjoint au directeur de l'école)